# ル・パレ
ル・パレ （Le Palais、ブルトン語:Porzh-Lae）は、フランス、ブルターニュ地域圏、モルビアン県のコミューン。ベル＝イル＝アン＝メール島の漁港・商業港・マリーナがある、島の観光の中心地である。

## 地理

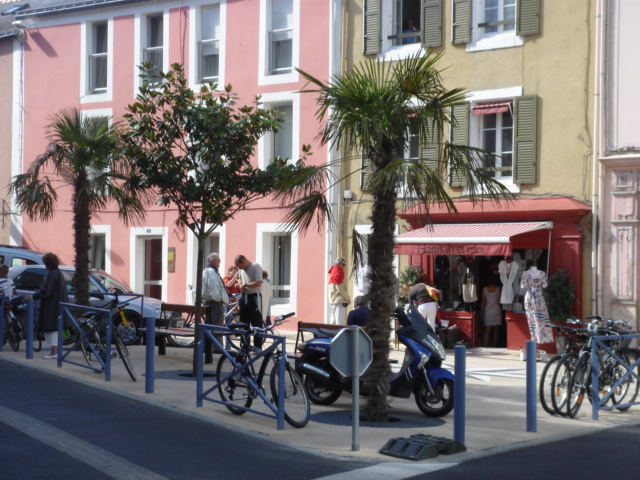
町並み

ベル＝イルに4つあるコミューンの1つで、人口および行政の中心である。島東岸のル・パレ集落はかつて入江だったところに3つの河川が流れ込んでいる。集落の北側は岩でできた要塞で守られている。南向きの斜面は、ブドウ、クリ、イチジク、クルミ、ヤシの木、ブーゲンビリアなど植物がよく育つため庭園で覆われている。

## 歴史
古くはヴィッラを意味するPallaë、1579年にはPallay、現在の名称となったのは17世紀からである。
フランス革命時代、まちはラ・モンターニュと呼ばれていた。

## 人口統計
| 1962年 | 1968年 | 1975年 | 1982年 | 1990年 | 1999年 | 2006年 |
| ------ | ------ | ------ | ------ | ------ | ------ | ------ |
| 2728   | 2661   | 2634   | 2389   | 2435   | 2457   | 2526   |

## 史跡
- ベル＝イル＝アン＝メール要塞（fr） - アンリ2世の命令でフレデリック・ド・ロアンが建設。1680年代に数回にわたってヴォーバン指示のもと二重の防御壁が建設された。火薬庫はコンサートホールに、海に面した兵舎はホテルに、旧知事邸宅はレストランになっている。

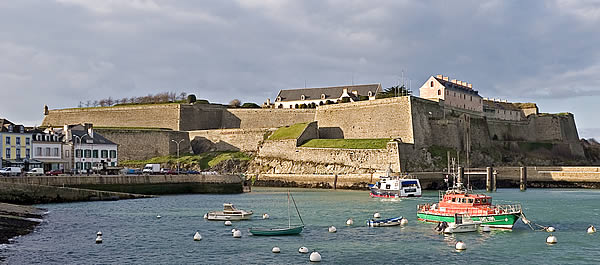
要塞
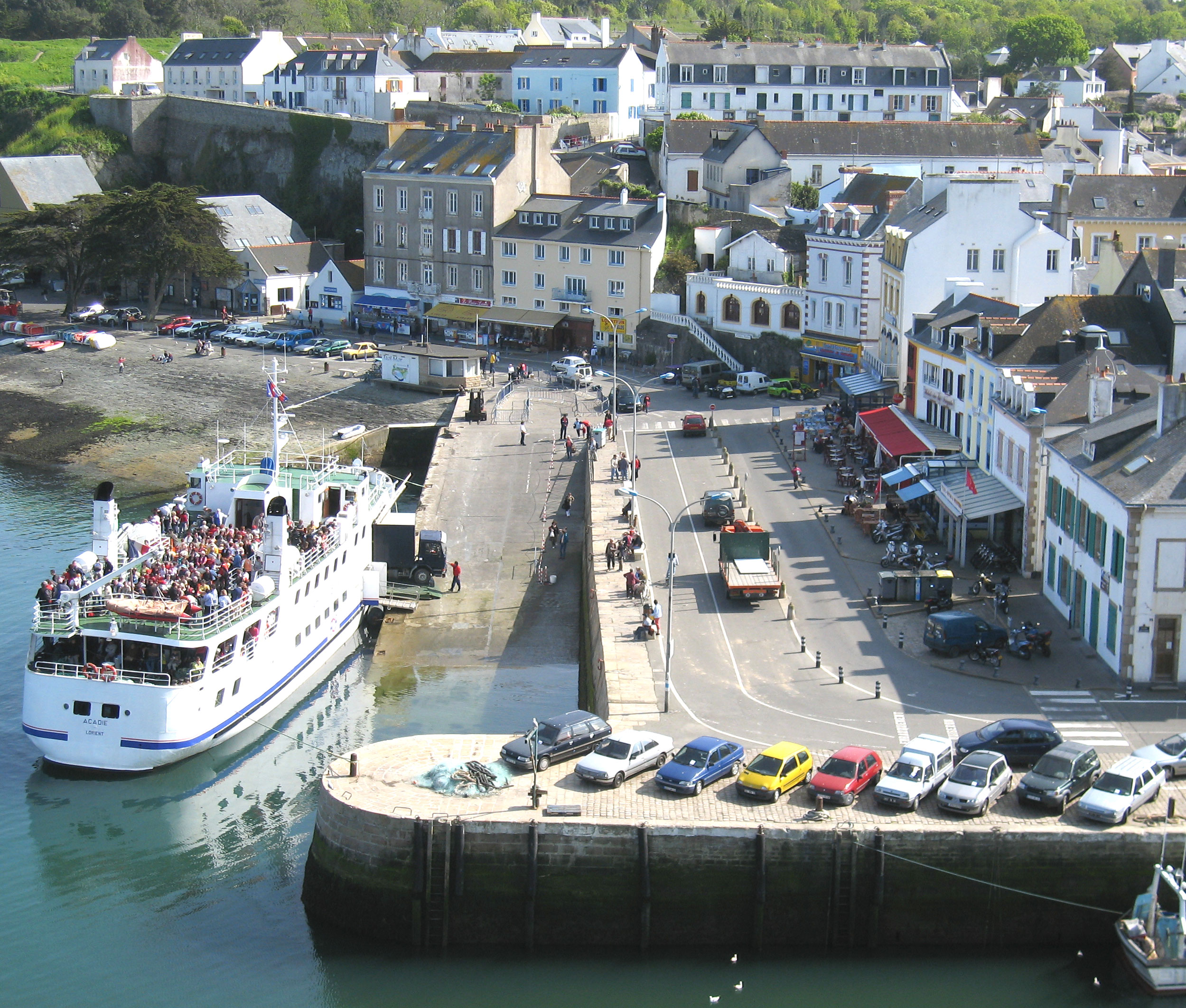
フェリー停泊所
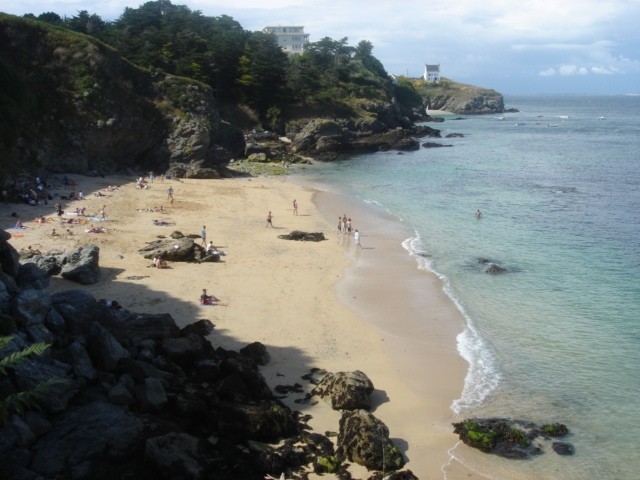
カストゥールの浜

## 交通
- バス - 島内のコミューンとの間を結ぶ路線あり
- フェリー - キブロンとの間を結ぶ。ウア島、オエディック島への便もある。